# Montlignon
Montlignon is een gemeente in het Franse departement Val-d'Oise (regio Île-de-France) en telt 2427 inwoners (1999). De plaats maakt deel uit van het arrondissement Pontoise.

## Geografie
De oppervlakte van Montlignon bedraagt 2,8 km², de bevolkingsdichtheid is 866,8 inwoners per km².
De onderstaande kaart toont de ligging van Montlignon met de belangrijkste infrastructuur en aangrenzende gemeenten.

## Demografie
Onderstaande figuur toont het verloop van het inwonertal (bron: INSEE-tellingen).